# Karl-IV.-Denkmal (Prag)

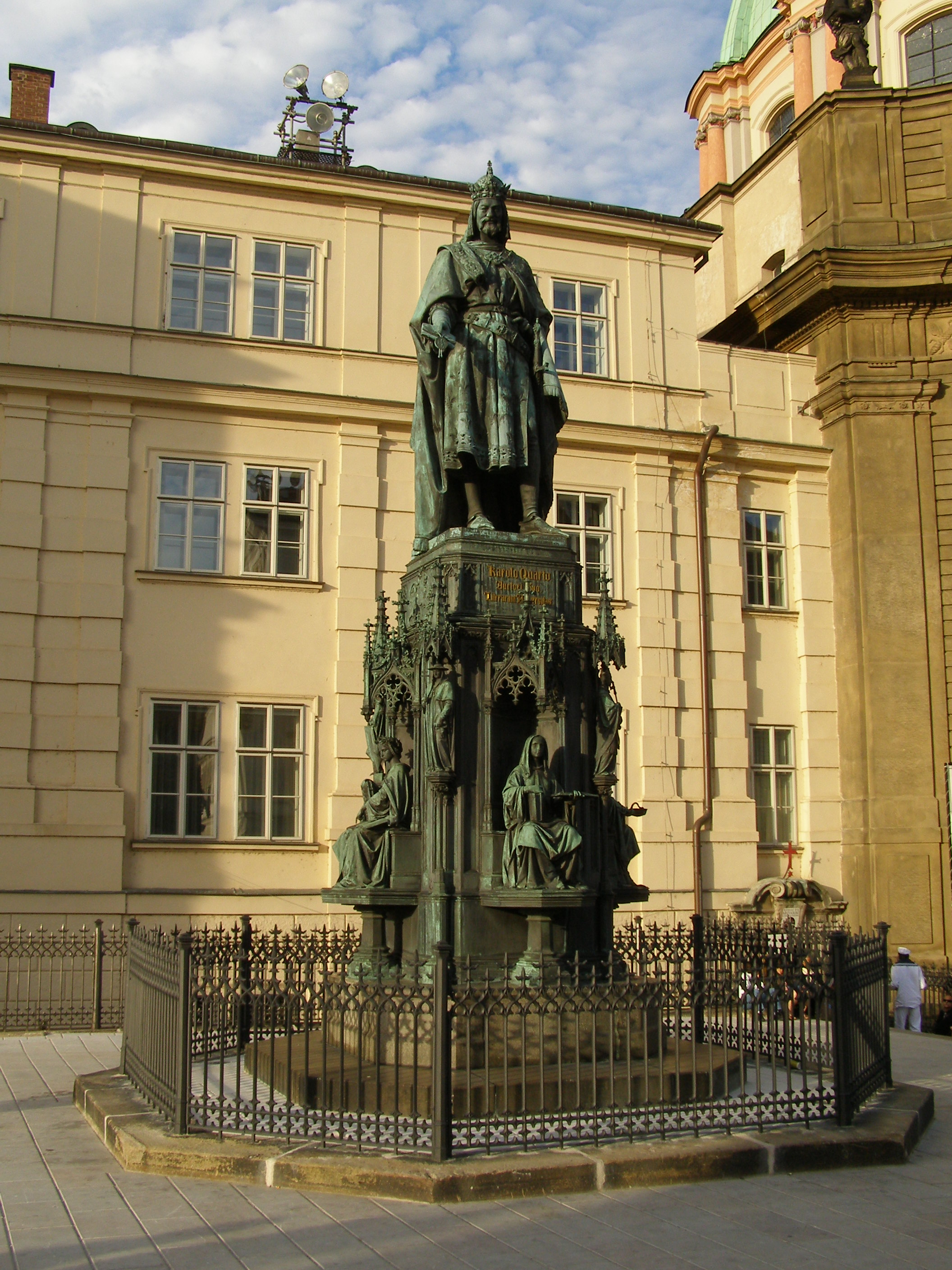
Denkmal von Karl IV.

Das neugotische Denkmal von Karl IV. (tschechisch: Pomník Karla IV.) auf dem Kreuzherrenplatz in Prag wurde im Jahr 1848 vom Dresdner Bildhauer Ernst Julius Hähnel zum 500. Jubiläum der Gründung der Karls-Universität geschaffen. Es ist geschützt als Kulturdenkmal der Tschechischen Republik.

## Geschichte
Schon in den 1830er Jahren entstand der Wunsch, dem böhmischen König und Kaiser Karl IV. ein Denkmal in Prag zu errichten. Karl IV. wurde von vielen als große Gestalt der nationalen Vergangenheit verehrt und das nahende 500. Jubiläum der Gründung der Karlsuniversität bot eine passende Gelegenheit, diesen Wunsch zu realisieren. Im Jahr 1842 wurde eine Fachjury aus Mitgliedern der Universität gebildet. Sie vergab den Auftrag an den Dresdner Bildhauer Ernst Julius Hähnel, dessen erstes Modell sie 1844 einstimmig annahm. Den Bronzeguss führte Jacob Daniel Burgschmiet in Nürnberg aus. Der Kreuzherrenplatz wurde im Jahr 1848 neu gestaltet und erweitert und das Denkmal dort aufgestellt.
Die großen Universitätsfeierlichkeiten und die Enthüllung des Denkmals waren für Ende Oktober 1848 geplant, sie mussten aber wegen der Revolution und den damit verbundenen Unruhen in Prag verschoben werden. Die Denkmalenthüllung fand erst am 31. Januar 1851 statt.

## Beschreibung
Oben auf dem bronzenen Denkmal steht Karl IV., in seiner rechten Hand hält er die versiegelte Gründungsurkunde der Universität. Unter ihm ist die goldene Aufschrift Karolo Quarto Auctori Suo Literarum Universitas angebracht. Auf dem Sockel sehen wir Allegorien der vier damaligen Fakultäten, dargestellt als weibliche sitzende Gestalten:
Die Theologie lehnt sich mit ihrer Rechten an die Bibel, ihre Linke zeigt auf ein Buch von Thomas von Aquin. Die Philosophie hält in ihrer Rechten eine brennende Fackel und in ihrer Linken Schriften von Plato und Aristoteles. Die Jurisprudenz zeigt auf das Gesetzbuch und die Medizin hält in ihrer Rechten einen Becher mit Schlange und auf ihrem Schoß liegt eine Schrift von Hippokrates.
An den Ecken des Sockels sind Statuen von vier bedeutenden Persönlichkeiten aus der Zeit von Karl IV. angebracht: Matthias von Arras, Ernst von Pardubitz, Johann Očko von Wlašim und (wahrscheinlich) Beneš aus Wartenberg.

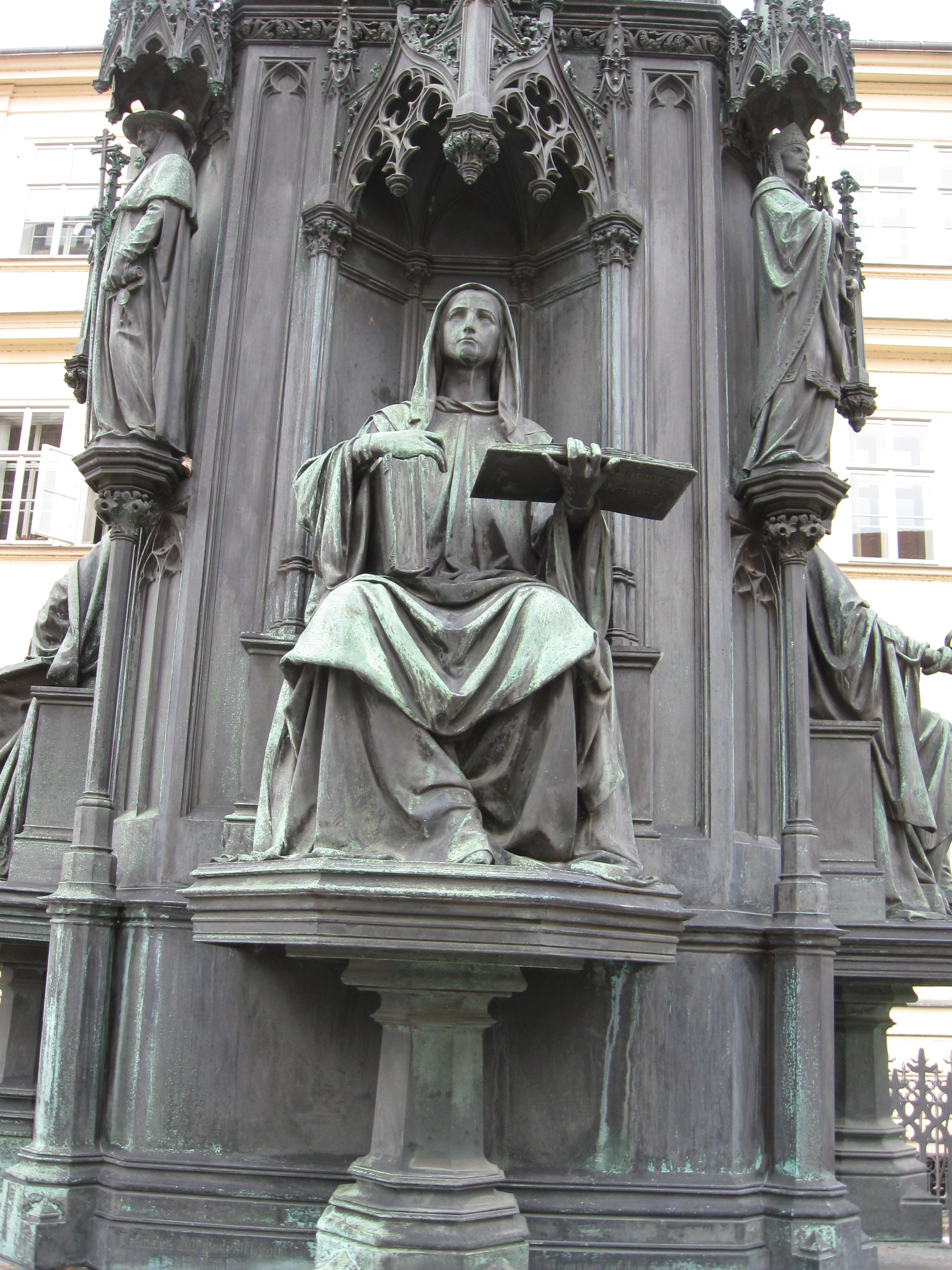
Allegorie der Theologie
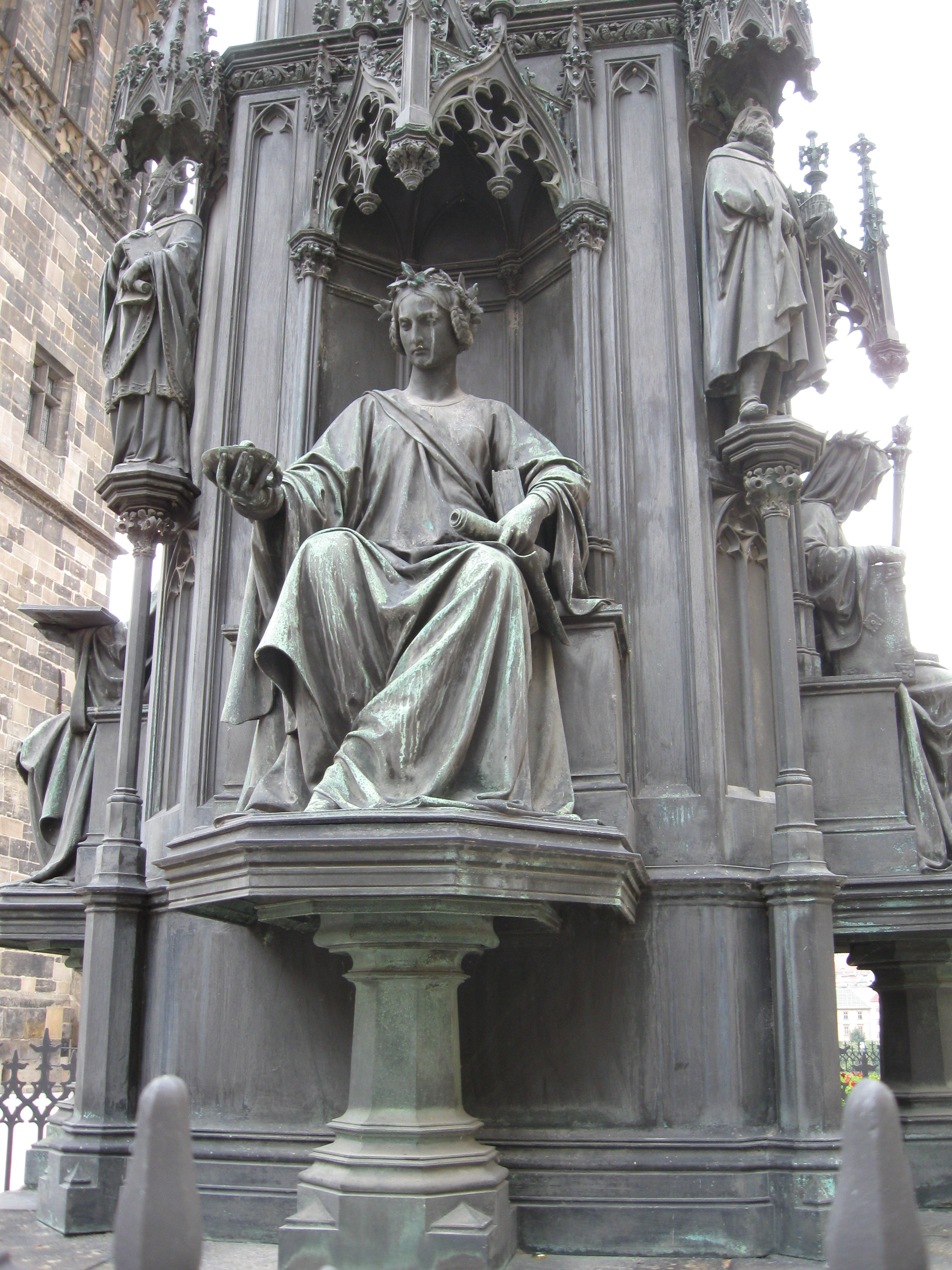
Allegorie der Medizin
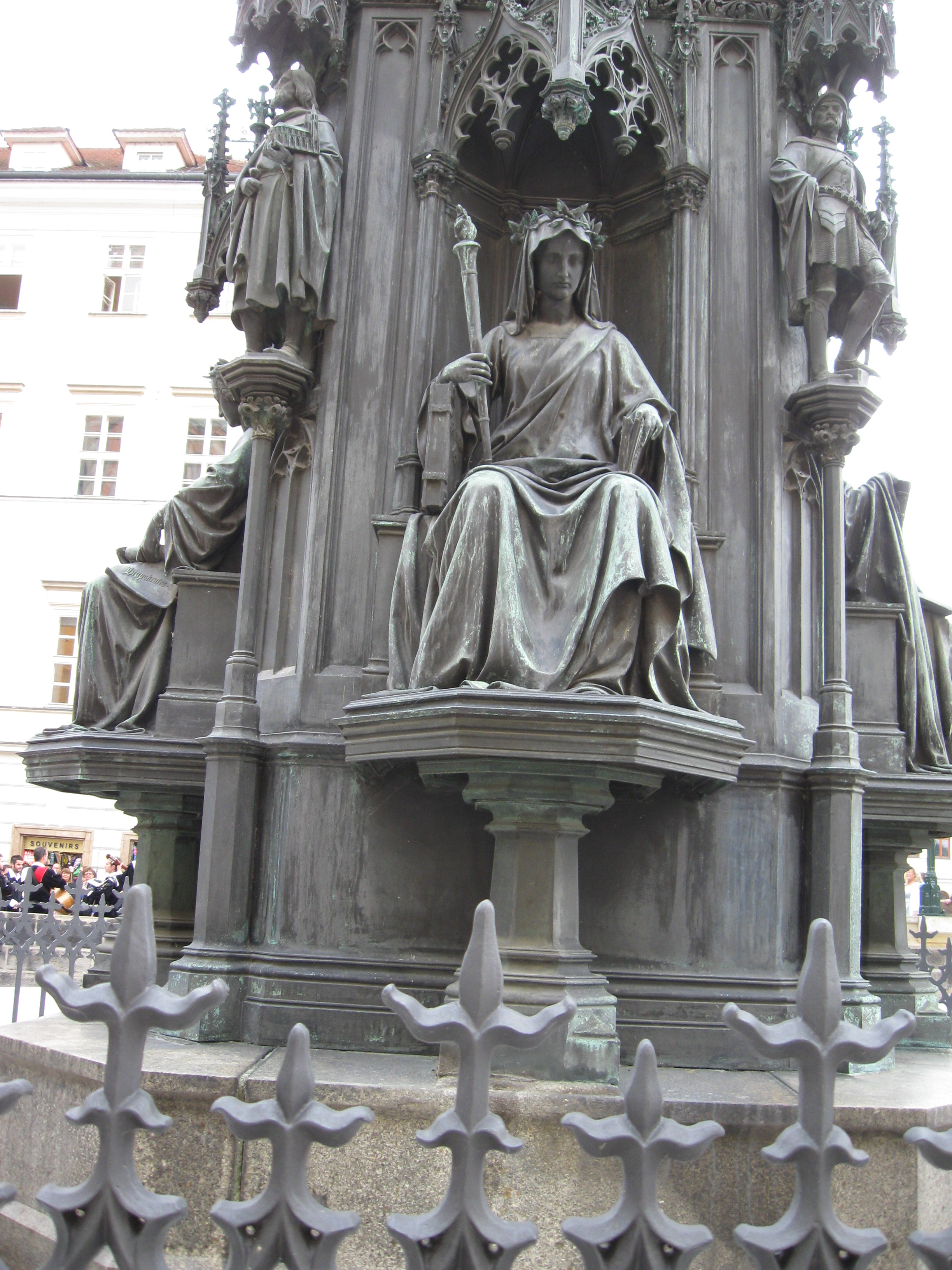
Allegorie der Philosophie
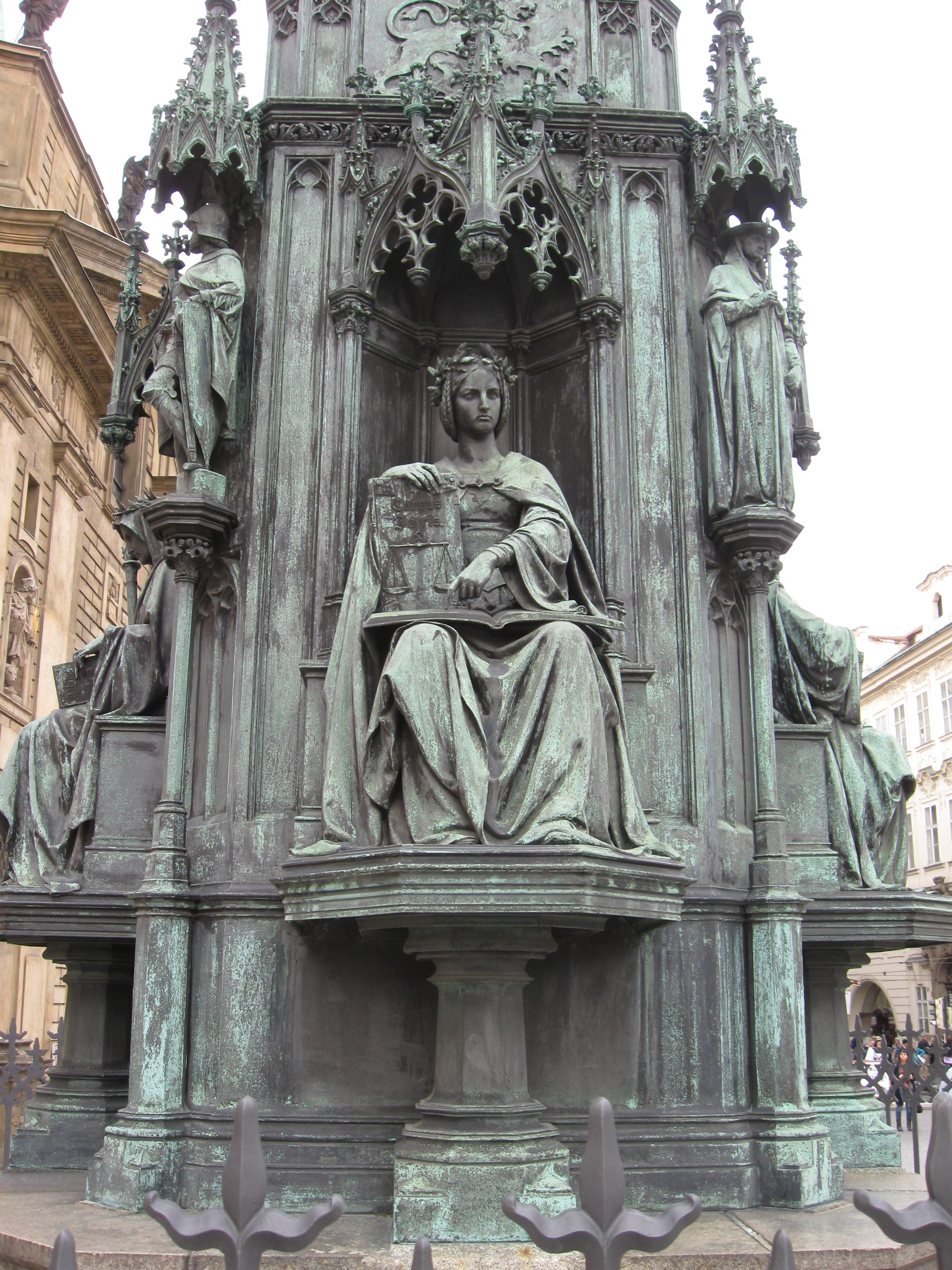
Allegorie der Jurisprudenz